# Zhangsun
La emperatriz Zhangsun (長孫皇后, su verdadero nombre no se conoce) (Chang'an, año 601 - 14 de julio 636)). La emperatriz Zhangsun fue la esposa del emperador Li Shimin también llamado emperador Taizong, segundo de la dinastía tang.

## Ámbito histórico
La futura Emperatriz Zhangsun nació en el año 601. Su padre fue un famoso general de la Dinastía Sui Llamado Zhangsun Sheng (長孫晟), y su madre fue Lady Gao era la hija del oficial Gao Jingde (高敬德).
La emperatriz Zhangsun tenía cuatro hermanos mayores: el primero era Zhangsun Xingbu (長孫行布, quien murió en el 604 mientras trataba de aplastar la rebelión del hermano del Emperador Yang, Yang Liang) Zhangsun Heng'an (長孫恆安), Zhangsun Anye (長孫安業), y Zhangsun Wuji. (Zhangsun Wuji era hijo de Lady Gao también, mientras que Zhangsun Anye no lo era; no se conoce quienes fueron las madres de los otros dos hermanos.) Zhangsun Sheng murió en el 609, y Zhangsun Anye, en vez de criar a su hermano y a su hermana pequeños les expulsó, al igual que a su madrastra lady Gao, de la casa ancestral de la familia, enviándolos con el hermano de Lady gao. Gao Shilian, este se encargó de criarlos. 
Se dice que la futura emperatriz Zhangsun era estudiosa y cuidadosa en sus acciones. En el 613, se casó con el futuro emperador Taizong (cuyo verdadero nombre era Li Shimin), el segundo hijo del emperador Gaozu de Tang (cuyo verdadero nombre era Li Yuan).

## Princesa de Qin
En el año 617, Gaozu, alentado por Li Shimin y el hermano mayor de este Li Jiancheng, junto con otros, se rebeló en Taiyuan y más tarde, ese mismo año, capturó la capital, Chang'an, declarando al nieto del emperador Yang, Yang You, emperador. En el 618, después de que llegaran noticias de que el emperador Yang había sido asesinado en un golpe de Estado en Jiangdu dirigido por el general Yuwen Huaji, Gaozu obligó a Yang You a abdicar en su favor, proclamándose el mismo emperador y estableciendo la dinastía Tang. Gaozu nombró a Li Shimin príncipe de Qin, Por lo tanto, la futura emperatriz Zhangsun se convirtió en la «princesa de Qin». Li Shimin y ella tuvieron tres hijos: Li Chengqian, Li Tai, y Li Zhi futuro emperador, y tres hijas, quienes más tarde fueron nombradas las princesas Changle, Jinyang y Xincheng.
Li Shimin demostró ser el general de los Tang más capaz durante la campaña para volver a unificar a China tras el colapso de la Dinastía Sui, derrotando a los mayores enemigos de estos: Xue Rengao quien se autoproclamó emperador de Qin, Liu Wuzhou el Khan de Dingyang, Wang Shichong el emperador de Zheng y a Dou Jiande el príncipe de Xia. Haciendo esto, llegó a relegar a segundo plano de atención a Li Jiancheng, quien, como hijo mayor de Gaozu era el príncipe heredero, y comenzó así una intensa rivalidad entre los hermanos, se dice que la princesa Zhangsun trató de reducir la enemistad entre los hermanos, mas no tuvo éxito.
Según fuentes históricas, en el año 626, el heredero titular Li Jiancheng y su otro hermano, Li Yuanji, quien estaba del lado de Li Jiancheng, decidieron poner fin a la brillante carrera de Li Shimin mediante una emboscada. Pero Li Shimin se enteró de todo y organizó un contraataque, metiéndose en la emboscada junto con sus soldados de más confianza. Cuando Li Shimin estaba preparando la movilización de tropas, la princesa Zhangsun le apoyó. El hermano de ésta, Zhangsun Wuji, fue quien preparó la estrategia para asegurar la victoria de Li Shimin. Li Shimin derrotó y mató a Li Jiancheng y a Li Yuanji en «La Puerta del guerrero Negro», después obligó a su padre a nombrarle heredero titular. Por lo que la princesa Zhangsun fue nombrada también heredera titular. Dos meses más tarde el emperador Gaozu abdicó a favor de Li Shimin, quien, tras acceder al trono, cambió su nombre a «emperador Taizong», coronó a su mujer emperatriz y a su hijo mayor, Li Chengquian, heredero.

## Emperatriz

Emperador Li Shimin esposo de Zhangsun.

Como emperatriz, Zhangsun nunca cogió más de lo que necesitaba ni vivió en un lujo extremo. Cuando el ama de cría del príncipe heredero dijo que el palacio no contenía bienes suficientes, la emperatriz replicó: «todo lo que debería preocupar a un heredero es no tener suficientes virtudes o suficiente fama. ¿Por qué preocuparse de no tener suficientes bienes materiales?» También se dice que nunca solía enfadarse con sus damas de compañía o con los eunucos que la servían. Solía darle a Taizong ejemplos de historia para ayudarle a gobernar mejor. A veces, si el emperador Taizong se enfurecía con las damas de compañía o con los eunucos sin razón alguna, ella fingía estar enfadada también y pedía interrogarlos personalmente, poniéndolos así bajo su custodia; luego esperaba hasta que la ira de su marido pasaba, y después le suplicaba por la restitución de los «prisioneros», esta práctica redujo considerablemente el número de castigos injustos en el palacio. Se dice que cuando alguna de las concubinas del emperador enfermaba, la propia emperatriz las cuidaba hasta su recuperación.
El emperador Taizong trató algunas veces de discutir con ella decisiones sobre castigos, para ver qué opinaba, pero cada vez ella se negó a hacerlo, diciendo que no era su lugar opinar sobre esas cuestiones. Como el hermano de ella, Zhangsun Wuji fue el estratega que aseguró su victoria sobre Li Jiancheng, Taizong quiso hacer a Zhangsun Wuji ministro pero la emperatriz Zhangsun intentó convencerle en contra de ello, el emperador al principio se mostró en desacuerdo y nombró a Zhangsun Wuji ministro en otoño del año 627, pero Zhangsun Wuji lo rechazó.
En el año 628, Zhangsun Anye se vio implicado en un traicionero complot, junto con los generales Li Xiaochang (李孝常), Liu Deyu (劉德裕), y Yuan Hongshan (元弘善). En un principio, Zhangsun Anye, como los demás conspiradores, iba a ser condenado a muerte, pero la emperatriz Zhangsun intercedió por él, diciendo que incluso aunque Zhangsun Anye merecía morir, la gente pensaría que ella se estaba vengando por el trato que les dio a Zhangsun Wuji y a ella cuando eran pequeños. El emperador Taizong se mostró de acuerdo y exilió a Zhangsun Anye a la prefectura de Xi.

## Matrimonio de su hija
En el año 632, el emperador Taizong estaba a punto de casar a su hija la princesa Changle con el hijo de Zhangsun Wuji, Zhangsun Chong (長孫沖). Debido a que la princesa era su hija favorita, el emperador Taizong ordenó al maestro de ceremonias que organizara una boda digna de la hija de un emperador. El ministro Wei Zheng se opuso a esto, apuntando que era contrario a las enseñanzas del Emperador Ming de que los hijos no debían ser honrados como hermanos. El emperador Taizong se mostró de acuerdo y se lo comentó a la emperatriz Zhangsun, quien estuvo sorprendida por la honestidad del ministro y, por lo tanto, después de haber recibido el permiso del emperador Taizong, envió sus eunucos con regalos de oro y seda para Wei, recompensándole por su honestidad. En otra ocasión, después de que el emperador volviera de la corte imperial, se encontraba furioso y gritaba, «¡espera a que encuentre la ocasión de matar a ese granjero!» La Emperatriz Zhangsun le preguntó que a quien se refería, y él contestó, «me refiero a Wei Zheng. ¡Siempre encuentra la manera de insultarme en frente de todo el consejo imperial!» La emperatriz fue a sus estancias y se preparó para recompensar a Taizong. Este se sorprendió y le preguntó por la razón. Ella respondió, «he oído que solo los más grandes emperadores tendrían subordinados que muestran integridad. Wei ha mostrado esa integridad porque eres un gran emperador. ¿Cómo no iba a felicitarte?»la furia del emperador se volvió felicidad y no castigó a Wei.

## Enfermedad del emperador
El Emperador Taizong sufrió una grave enfermedad durante varios años; estaba con él día y noche, llevando siempre un veneno con ella para suicidarse si el emperador moría. Se dice que la propia emperatriz sufría de una grave enfermedad de asma, y que sus condiciones eran terribles en el año 634; cayó enferma, pero de todos modos ayudó a Taizong cuando este se vio obligado a levantarse en mitad de la noche debido a una llamada de emergencia de su hermanastro, Chai Shao (柴紹) quien era duque de Qiao, en el año 636, su condición era muy grave, y Li Chengqian le sugirió que, al haber hecho los doctores todo lo que podían, el emperador Taizong debería perdonarles y permitirles convertirse en monjes Budistas o Taoístas, para que intentaran ganarse el perdón de los dioses, la emperatriz Zhangsun, sabiendo que el emperador Taizong desaprobaba el budismo y el taoísmo y además, creyendo que el reparto de perdones era inapropiado, se negó. Li Chengqian entonces acudió con la idea al ministro Fang Xuanling, quien se la comentó al emperador Taizong.

## Fallecimiento de la emperatriz
El emperador Taizong meditó el asunto del perdón general pero la emperatriz Zhangsun volvió a negarse, a medida que se acercaba a la muerte, (en aquel momento Fang acababa de provocar la ira del emperador y había sido relevado de su cargo y confinado en su mansión), ella se despidió del emperador con las siguientes palabras:

Fang Xuanling ha servido a vuestra majestad imperial durante mucho tiempo. Es cuidadoso, y todas sus poderosas estrategias y planes secretos nunca han sido rebelados a nadie. A menos que no haya una buena razón, espero que no le abandones. En cuando al clan Zhangsun, muchos de ellos disfrutan de grandes salarios y una buena vida debido a nuestro casamiento, no porque tengan grandes virtudes, y por lo tanto se pueden corromper fácilmente. Para poder mantener a los Zhangsun controlados, espero que no les pongas en posiciones poderosas, y estarán satisfechos viéndoos en la corte imperial el primer y el decimoquinto día de cada mes. No he sido una carga al pueblo en vida, y no quiero serlo una vez muerta. Por lo que espero que no me construyáis una gran tumba haciendo a la gente trabajar y malgastando los recursos del imperio. Haz de una colina mi tumba, y usa ladrillo o madera para construirla. Espero que su alteza imperial permanezca cerca de hombres honestos y se aleje de aquellos que no tienen virtudes; que aceptareis palabras sabias y que no prestareis oídos a los falsos cumplidos de los malvados; que dejareis de trabajar tanto y que dejeis de cazar. Incluso si voy al infierno, No tengo ningún arrepentimiento. No es necesario que convoquéis a nuestros hijos e hijas aquí; si les veo llorar, me entristeceré.

Murió en el año 636. Después de su fallecimiento las autoridades imperiales encontraron los trabajos escritos de la emperatriz Zhangsun , un trabajo que constaba de 30 volúmenes titulado ejemplos para Mujeres (女則, Nü Ze), comentarios criticando a la emperatriz Ma Ming de la dinastía Han, y se lo entregaron al emperador Taizong. Cuando el emperador leyó sus trabajos se sintió una gran tristeza y dijo
Estos libros, escritos por la emperatriz, serán un ejemplo durante generaciones. No es que me oponga a los sinos del cielo o vaya a lamentarme inútilmente, pero ahora, cuando entre al palacio, ya no oiré sus consejos. He perdido una consejera maravillosa, y no la olvidaré.
El emperador Taizong volvió a reinstaurar a Fang en su cargo de ministro, y luego le organizó un funeral digno de su rango, pero redujo los gastos todo lo que pudo, como ella había deseado. Él mismo sería enterrado en esa misma tumba tras su muerte en el año 649.